# Ponti ad arco per lunghezza della campata principale
I ponti ad arco più lunghi del mondo sono qui ordinati secondo la lunghezza della campata principale, il metodo più comune con cui si confrontano le dimensioni dei ponti realizzati con questa tecnica.

## Elenco
| Immagine | Posizione | Nome                              | Luogo                                 | Stato               | Lunghezza campata maggiore | Completato | Materiale      | Note                                                                |
| -------- | --------- | --------------------------------- | ------------------------------------- | ------------------- | -------------------------- | ---------- | -------------- | ------------------------------------------------------------------- |
|          | 1         | Ponte di Chaotianmen              | Chongqing                             | Cina                | 552 m                      | 2009       | Acciaio        |                                                                     |
|          | 2         | Ponte Lupu                        | Shanghai                              | Cina                | 550 m                      | 2003       | Acciaio        |                                                                     |
|          | 3         | Ponte di Bosideng                 | Contea di Hejiang                     | Cina                | 530 m                      | 2012       | CFST           |                                                                     |
|          | 4         | New River George Bridge           | Fayetteville                          | Stati Uniti         | 518 m                      | 1977       | Acciaio        |                                                                     |
|          | 5         | Bayonne Bridge                    | Staten Island, Bayonne                | Stati Uniti         | 510 m                      | 1931       | Acciaio        |                                                                     |
|          | 6         | Sydney Harbour Bridge             | Le Havre                              | Australia           | 503 m                      | 1932       | Acciaio        |                                                                     |
|          | 7         | Ponte di Wushan                   | Contea di Wushan                      | Cina                | 460 m                      | 2005       | CFST           |                                                                     |
|          | 8         | Ponte Mingzhou                    | Ningbo                                | Cina                | 450 m                      | 2011       | Acciaio        |                                                                     |
|          | 9         | Ponte ferroviario di Xijiang      | Zhaoqing                              | Cina                | 450 m                      | 2014       | Acciaio        |                                                                     |
|          | 10        | Ponte ferroviario di Qinglong     | Contea di Qinglong                    | Cina                | 445 m                      | 2016       | Cemento armato |                                                                     |
|          | 11        | Ponte di Zhijinghe                | Contea di Badong                      | Cina                | 430 m                      | 2009       | CFST           |                                                                     |
|          | 12        | Ponte di Xinguang                 | Canton                                | Cina                | 428 m                      | 2008       | Acciaio        |                                                                     |
|          | 13        | Ponte Wanxian                     | Chongqing                             | Cina                | 420 m                      | 1997       | Cemento armato |                                                                     |
|          | 14        | Ponte Caiyuanba                   | Chongqing                             | Cina                | 420 m                      | 2007       | Acciaio        |                                                                     |
|          | 15        | Ponte di Veglia                   | Veglia                                | Croazia             | 416 m                      | 1980       | Cemento armato |                                                                     |
|          | 16        | Ponte ferroviario di Nanpanjiang  | Contea di Qiubei                      | Cina                | 416 m                      | 2016       | Cemento armato |                                                                     |
|          | 17        | Lianxiang Bridge                  | Xiangtan                              | Cina                | 400 m                      | 2007       | CFST           |                                                                     |
|          | 18        | Ponte Daninghe                    | Contea di Wushan                      | Cina                | 400 m                      | 2010       | Acciaio        |                                                                     |
|          | 19        | Ponte di Hengqin                  | Zhuhai                                | Cina                | 400 m                      | 2015       | Acciaio        | https://ipaper.oeeee.com/ipaper/N/html/2015-12/30/content_26768.htm |
|          | 20        | Ponte ferroviario di Almonte      | Provincia di Cáceres                  | Spagna              | 384 m                      | 2016       | Cemento armato | Archiviato il 31 agosto 2021 in Internet Archive.                   |
|          | 21        | Fremont Bridge                    | Portland                              | Stati Uniti         | 382 m                      | 1973       | Acciaio        |                                                                     |
|          | 22        | Ponte dell'aeroporto di Hiroshima | Hiroshima                             | Giappone            | 380 m                      | 2010       | Acciaio        |                                                                     |
|          | 23        | Ponte Bugrinskij                  | Novosibirsk                           | Russia              | 380 m                      | 2014       | Acciaio        |                                                                     |
|          | 24        | Maocaojie Bridge                  | Yiyang                                | Cina                | 368 m                      | 2006       | CFST           |                                                                     |
|          | 25        | Old Port Mann Bridge              | Surrey (Columbia Britannica)          | Canada              | 366 m                      | 1964       | Acciaio        |                                                                     |
|          | 26        | Zhaohua Jialing River Bridge      | Guangyuan                             | Thailandia          | 364 m                      | 2012       | Cemento armato |                                                                     |
|          | 27        | Ponte Ždákov                      | Orlík nad Vltavou                     | Rep. Ceca           | 352 m                      | 1967       | Acciaio        |                                                                     |
|          | 28        | Ponte Yanjisha                    | Guangzhou                             | Cina                | 360 m                      | 2000       | CFST           |                                                                     |
|          | 29        | Ponte ferroviario di Wanzhou      | Distretto di Wanzhou                  | Cina                | 360 m                      | 2005       | Acciaio        |                                                                     |
|          | 30        | Zongxihe Bridge                   | Contea di Nayong                      | Cina                | 360 m                      | 2015       | CFST           |                                                                     |
|          | 31        | Ponte ferroviario di Zhunsuo      | Bandiera di Jungar                    | Cina                | 357 m                      | 2018       | CFST           |                                                                     |
|          | 32        | Ponte ferroviario Najiehe         | Guizhou                               | Cina                | 352 m                      | 2016       | Acciaio        |                                                                     |
|          | 33        | Ponte Shintenmon                  | Kumamoto                              | Giappone            | 348 m                      | 2018       | Acciaio        |                                                                     |
|          | 34        | Ponte delle Americhe              | Balboa                                | Panama              | 344 m                      | 1962       | Acciaio        |                                                                     |
|          | 35        | Margaret-McDermott Bridge         | Dallas                                | Stati Uniti         | 343 m                      | 2017       | Acciaio        |                                                                     |
|          | 36        | Ponte del fiume Xiaohe            | Enshi                                 | Cina                | 338 m                      | 2010       | CFST           |                                                                     |
|          | 37        | Ponte del lago Taiping            | Huangshan                             | Cina                | 336 m                      | 2007       | CFST           |                                                                     |
|          | 38        | Ponte Dashengguan                 | Nanjing                               | Cina                | 336 m                      | 2009       | Acciaio        |                                                                     |
|          | 39        | Meishan Chunxiao Bridge           | Ningbo                                | Cina                | 336 m                      | 2017       | Acciaio        | http://www.xinhuanet.com//house/nb/2014-06-13/c_1111132526.htm      |
|          | 40        | Ponte Laviolette                  | Trois-Rivières, (Québec)              | Canada              | 335 m                      | 1967       | Acciaio        |                                                                     |
|          | 41        | Ponte Nanning Yonghe              | Nanning                               | Cina                | 335 m                      | 2004       | CFST           |                                                                     |
|          | 42        | Silver Jubilee Bridge             | Runcorn                               | Regno Unito         | 330 m                      | 1961       | Acciaio        |                                                                     |
|          | 43        | Ponte Jiangjiehe                  | Guizhou                               | Cina                | 330 m                      | 1993       | Cemento        |                                                                     |
|          | 44        | Birchenough Bridge                | Chipinge                              | Zimbabwe            | 329 m                      | 1935       | Acciaio        |                                                                     |
|          | 45        | Roosevelt Lake Bridge             | Contea di Gila                        | Stati Uniti         | 329 m                      | 1990       | Acciaio        |                                                                     |
|          | 46        | Ponte della Diga di Hoover        | Boulder City                          | Stati Uniti         | 323 m                      | 2010       | Cemento        |                                                                     |
|          | 47        | Glen Canyon Bridge                | Page (Arizona)                        | Stati Uniti         | 313 m                      | 1959       | Acciaio        |                                                                     |
|          | 48        | Yongjiang Bridge                  | Distretto di Yongning                 | Cina                | 312 m                      | 1996       | Cemento        |                                                                     |
|          | 49        | Ponte di Chun'an Nanpu            | Contea di Chun'an                     | Cina                | 308 m                      | 2003       | CFST           |                                                                     |
|          | 50        | Ponte Pentele                     | Dunaújváros                           | Ungheria            | 308 m                      | 2007       | Acciaio        |                                                                     |
|          | 51        | Terzo ponte di Fenghuang          | Distretto di Nansha                   | Cina                | 308 m                      | 2017       | Acciaio        |                                                                     |
|          | 52        | Ponte di Lewiston-Queenston       | Lewiston, Queenston                   | Canada, Stati Uniti | 305 m                      | 1962       | Acciaio        |                                                                     |
|          | 53        | Ponte di Gladesville              | Sydney                                | Australia           | 305 m                      | 1964       | Cemento        |                                                                     |
|          | 54        | Ponte di Shin Kizugawa            | Osaka                                 | Giappone            | 305 m                      | 1994       | Acciaio        |                                                                     |
|          | 55        | Ponte Perrine                     | Twin Falls                            | Stati Uniti         | 303 m                      | 1974       | Acciaio        |                                                                     |
|          | 56        | Van Brienenoordbrug               | Rotterdam                             | Paesi Bassi         | 300 m                      | 1991       | Acciaio        |                                                                     |
|          | 57        | Ponte di Seri Saujana             | Putrajaya                             | Malaysia            | 300 m                      | 2003       | Acciaio        |                                                                     |
|          | 58        | Ponte di Chancheng Dongping       | Foshan                                | Cina                | 300 m                      | 2006       | Acciaio        |                                                                     |
|          | 59        | Ponte di Nanning                  | Nanning                               | Cina                | 300 m                      | 2009       | Acciaio        |                                                                     |
|          | 60        | Ponte di Tsakona                  | Meligalas                             | Grecia              | 300 m                      | 2016       | Acciaio        |                                                                     |
|          | 61        | Ponte ad arco Karun 4             | Provincia di Chahar Mahal e Bakhtiari | Iran                | 300 m                      | 2015       | Acciaio        |                                                                     |
|          | 62        | ponte Xianghuoyan                 | Guizhou                               | Cina                | 300 m                      | 2018       | CFST           |                                                                     |

## Ponti ad arco più lunghi d'Italia
| Immagine | Nome                                 | Luogo                                            | Campata principale [m] | Materiale                | Anno di apertura            |
| -------- | ------------------------------------ | ------------------------------------------------ | ---------------------- | ------------------------ | --------------------------- |
|          | Viadotto Marchetti                   | Pavone Canavese (TO)                             | 250                    | Acciaio                  | 2015                        |
|          | Ponte Bisantis                       | Catanzaro (CZ)                                   | 231                    | Calcestruzzo armato      | 1962                        |
|          | Ponte Centrale di Reggio Emilia      | Reggio Emilia (RE)                               | 220                    | Acciaio                  | 2006                        |
|          | Ponte della Musica-Armando Trovajoli | Roma (RM)                                        | 190                    | Acciaio e Cemento armato | 2011                        |
|          | Ponte San Benedetto                  | San Benedetto Po                                 | 180+149                | Acciaio                  | (in costruzione)            |
|          | Ponte Meier                          | Alessandria (AL)                                 | 176                    | Acciaio                  | 2016                        |
|          | Ponte delle Marmore                  | Terni (TR)                                       | 170                    | Acciaio                  | 2013                        |
|          | Viadotto Aglio                       | Barberino di Mugello (FI)                        | 163,6                  | Calcestruzzo armato      | 1960                        |
|          | Ponte Settimia Spizzichino           | Roma (RM)                                        | 160                    | Acciaio                  | 2012                        |
|          | Ponte San Michele                    | Calusco d'Adda (BG) e Paderno d'Adda (LC)        | 150                    | Ferro                    | 1889                        |
|          | Ponte Santa Lucia 3                  | Castellaneta (Ta)                                | 150                    | Cemento armato           | 2000 (entrata in esercizio) |
|          | Ponte sul Ticino                     | Vigevano (PV)                                    | 150                    | Cemento armato           | (in costruzione)            |
|          | Ponte Darwin                         | Padova (PD)                                      | 150                    | Acciaio e cemento armato | 2006                        |
|          | Ponte Bradanica                      | Matera (Mt)                                      | 144                    | Acciaio                  | 2018                        |
|          | Viadotto sul Sambro                  | Monzuno (BO)                                     | 140                    | Calcestruzzo armato      | 1957                        |
|          | Viadotto Romita                      | Laterina Pergine Valdarno Terranuova Bracciolini | 134                    | Calcestruzzo armato      | 1964                        |
|          | Viadotto del Biscione                |                                                  | 130                    | Calcestruzzo armato      |                             |
|          | Viadotto Gambellato                  |                                                  | 124                    | Calcestruzzo armato      | 1960 (collaudato)           |
|          | Ponte di Ronciglione                 | Ronciglione (VT)                                 | 119                    | Ferro                    | 1928                        |
|          | Ponte di Castellaz                   | Cagnò (TN)                                       | 115                    | Calcestruzzo armato      | 1965                        |
|          | Ponte Leonardo                       | Terranuova Bracciolini - Montevarchi (AR)        | 110                    | Calcestruzzo, acciaio    | 2014                        |
|          | Ponte Versa                          | Gorizia                                          | 110                    | Acciaio                  | 2012                        |
|          | Ponte di San Michele all'Adige       | San Michele all'Adige (TN)                       | 107                    | Acciaio                  | 2011                        |
|          | Ponte Rosso                          | Albenga (SV)                                     | 100                    | acciaio e calcestruzzo   | 1995                        |
|          | Viadotto San Giuliano                | Nazzano (RM)                                     | 100                    | Calcestruzzo armato      | 1962                        |
|          | Ponte Duca d'Aosta                   | Roma                                             | 100                    | calcestruzzo armato      | 1939                        |